# Солодков, Вова
Вова Солодков (род. 16 февраля 2011, Керчь, Украина) — российский певец, стендап-комик и блогер. Известность получил благодаря своему участию в программе «Лучше всех» на Первом канале в 2021 году. В 2024 году выпустил трек «Барабулька», ставший вирусным в начале 2025 года.

## Биография
Родился 16 февраля 2011 года в Керчи, Украина. В два года у Вовы диагностировали ювенильный ревматоидный артрит. Из-за гормональных препаратов у мальчика замедлился рост, его рост составляет около 115 сантиметров. Впервые появился на телевидении в 2021 году в программе «Лучше всех» с ведущим Максимом Галкиным. Солодков принял участие в 60-ти театральных конкурсах, дважды заняв второе и третье место. Во время пандемии выиграл приглашение на фестиваль «Ералаш», но его отменили, а позже умер создатель киножурнала. Первый опыт работы в кино Солодков получил в 2023 году, снявшись в эпизоде фильма про Одессу 1920-х.
Солодков участвует в стендап-шоу, в своём блоге записывает юмористические скетчи, также играет одну из ролей в Керченском драматическом театре.
30 сентября 2024 года выпустил вирусный трек «Барабулька» на лейбле Riki Music. По состоянию на июнь 2025 года клип на песню собрал более 50 миллионов просмотров на YouTube. После популярности вокруг песни Солодков начал выступать на корпоративных мероприятиях. За свои выступления на частных мероприятиях получает 150 тысяч рублей. Участвовал в благотворительных концертах для детей из ДНР и ЛНР. Также Выступал на Детском радио.
В июне 2025 года принял участие в ток-шоу «Пусть говорят».

## Инциденты
В конце 2024 года после популярности трека «Барабулька», один из блогеров в TikTok записал пародию на песню Солодкова. В этой версии с геронтофильским уклоном, автор описывает интимные отношения с пожилой женщиной. Это не понравилось Солодкову и его маме. Представители Солодкова связались с автором пародии, попросив того удалить композицию и предлагая деньги за удаление, за это он запросил 1 миллион рублей, на что команда Солодкова ответила отказом.
1 февраля 2025 года в петербургском ТРЦ проходила встреча с блогерами. На этом концерте должен был выступать Солодков, но незадолго до этого сообщил подписчикам, что «не приедет из-за плохого самочувствия». Уже после концерта мать блогера узнала о том, что на мероприятие приехали агрессивно настроенные люди, закидавшие яйцами других пришедших на выступление блогеров и нецензурно выражавшиеся. По словам матери Солодкова, у участников была задача прийти и снять видео на фоне выступления Вовы, как они поют нецензурный кавер от блогера.
Директор российского движения «Сорок сороков» заявил, что обратится в прокуратуру с целью признания этой пародии информацией, запрещённой к распространению в России.

## Дискография
| Название                           | Год  |
| ---------------------------------- | ---- |
| «Feed Back»                        | 2023 |
| «Версачи»                          | 2024 |
| «Винни Пух»                        | 2024 |
| «Зажигай»                          | 2024 |
| «Да или нет?»                      | 2024 |
| «Зайки»                            | 2024 |
| «Барабулька»                       | 2024 |
| «Barabulka»                        | 2025 |
| «БАРАБУЛЛИНГ» (при уч. PETYA1LOVE) | 2025 |

## Фильмография
| Год  |   | Название             | Роль          |
| ---- | - | -------------------- | ------------- |
| 2024 | ф | Блогеры на каникулах | Вова Солодков |